# Підпірна стіна

Кам'яна підпірна стіна

Підпірні стіни — це відносно жорсткі стіни, призначені для підтримки збоку маси ґрунту, так щоби ґрунт утримувався на різних рівнях по різні боки стіни. підпірні стіни — конструкції, запроєктовані для того, щоби ґрунт міг зберігати такий нахил, який він не може мати в природних умовах (зазвичай, крутий, майже вертикальний або вертикальний нахил). Вони використовуються для утримування ґрунту між двох різних висот на місцевостях, які мають небажані ухили, або на ділянках, де ландшафт потребує перепланування для конкретних цілей, таких, як улаштування сільськогосподарських терас на схилах, або шляхопроводів.

## Опис
Підпірна стіна (далі ПС) — це конструкція, розрахована і запроєктована для спротиву бічному тиску ґрунту, коли бажаний перепад висот утворює кут, який перевищує кут природного укосу.

## Типи
Класифікувати ПС можна за різними ознаками.
За призначенням
- Стіни, які підтримують насип
- Стіни, які захищають виїмки

За характером роботи
- Окремо зведені стіни
- Пов'язані з прилеглими спорудами

Крім того, є стіни гідротехнічні і такі, що не піддаються тиску води.
За висотою
- низькі — висотою до 10 м
- середні — висотою 10—20 м
- високі — вище 20 м

За матеріалом
Для зведення ПС використовується залізобетон, бетон, бутобетон, цегла, природний камінь, дерево, металеві конструкції, сучасні синтетичні матеріали.
За принципом роботи конструкції
Гравітаційна стіна
Розповсюджений тип стіни, яка утримує землю переважно за рахунок власної ваги. Відносно легко може нахилитись і перекинутись, оскільки внутрішній тиск ґрунту, що працює як важіль, дуже високий.
Гравітаційні ПС, у свою чергу, розподіляються на масивні, напівмасивні, тонкоелементні і ґрунтозаповнені.
Контрфорсна стіна
Такі ПС мають фундаментну і лицьову конструкції, між якими влаштовуються контрфорси для збільшення жорсткості конструкції.
Пальова стіна
Завдяки використанню довгих паль, така стіна фіксується ґрунтом з обох боків заглибленої частини. Якщо самі палі здатні опиратися згинальній силі, стіна може нести високі навантаження. Застосовуються при недостатній міцності ґрунтів.
Палі для ПС або для фундаменту під неї розташовують в один або більше рядів. У таких випадках ряди паль доцільно пов'язувати між собою загальним ростверком.
Консольна стіна
Консольна ПС — це стіна, защемлена нижнім кінцем у ґрунт. Окремим випадком консольної є шпунтова ПС.
Анкерна стіна
Така стіна утримується від перекидання тягами, заглибленими в тіло ґрунту і зафіксованими анкерами (може комбінуватися з іншими типами стін).

## Галерея зображень

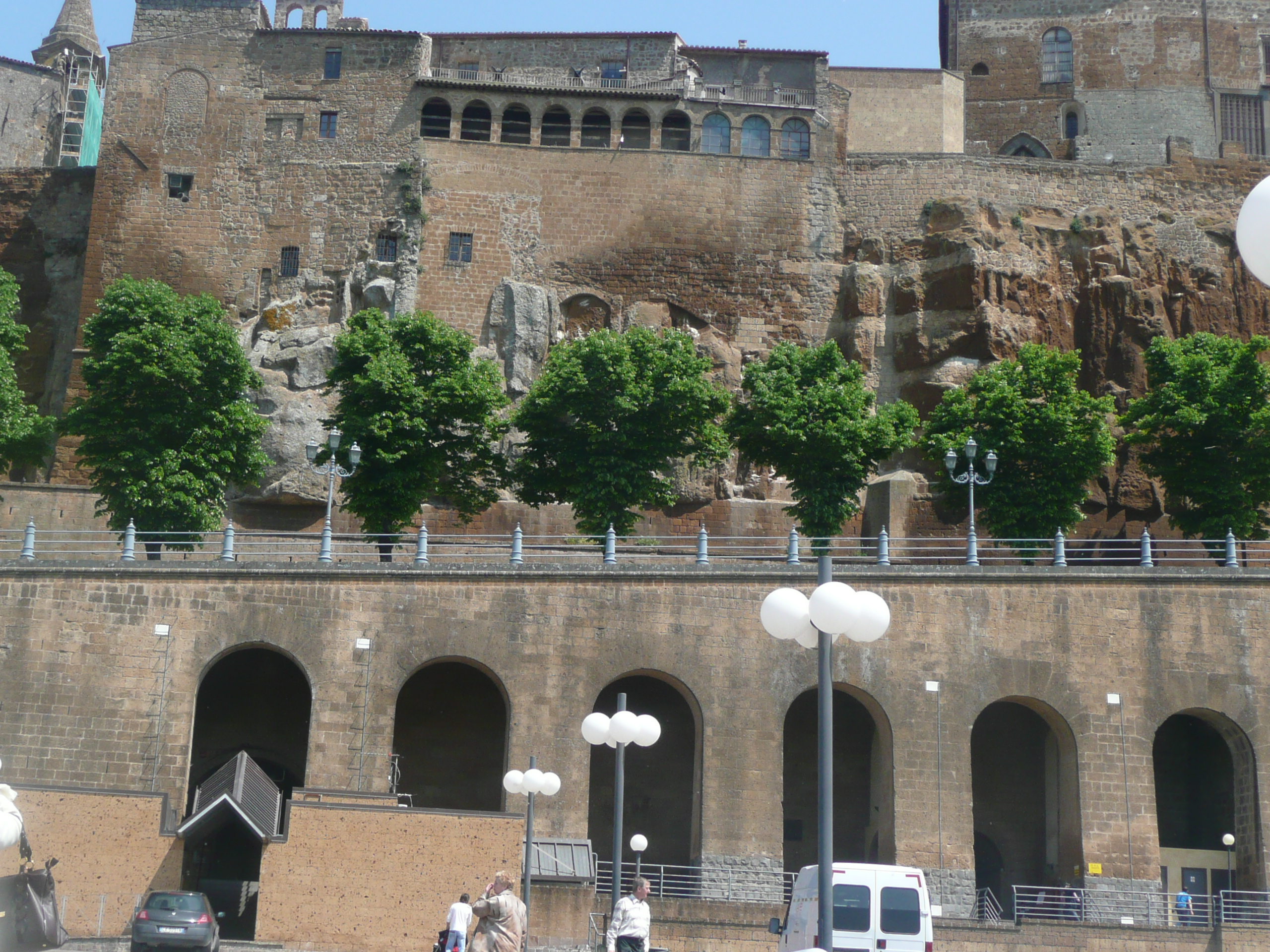
підпірна стіна, пов'язана з прилеглими спорудами. Орв'єто, Італія
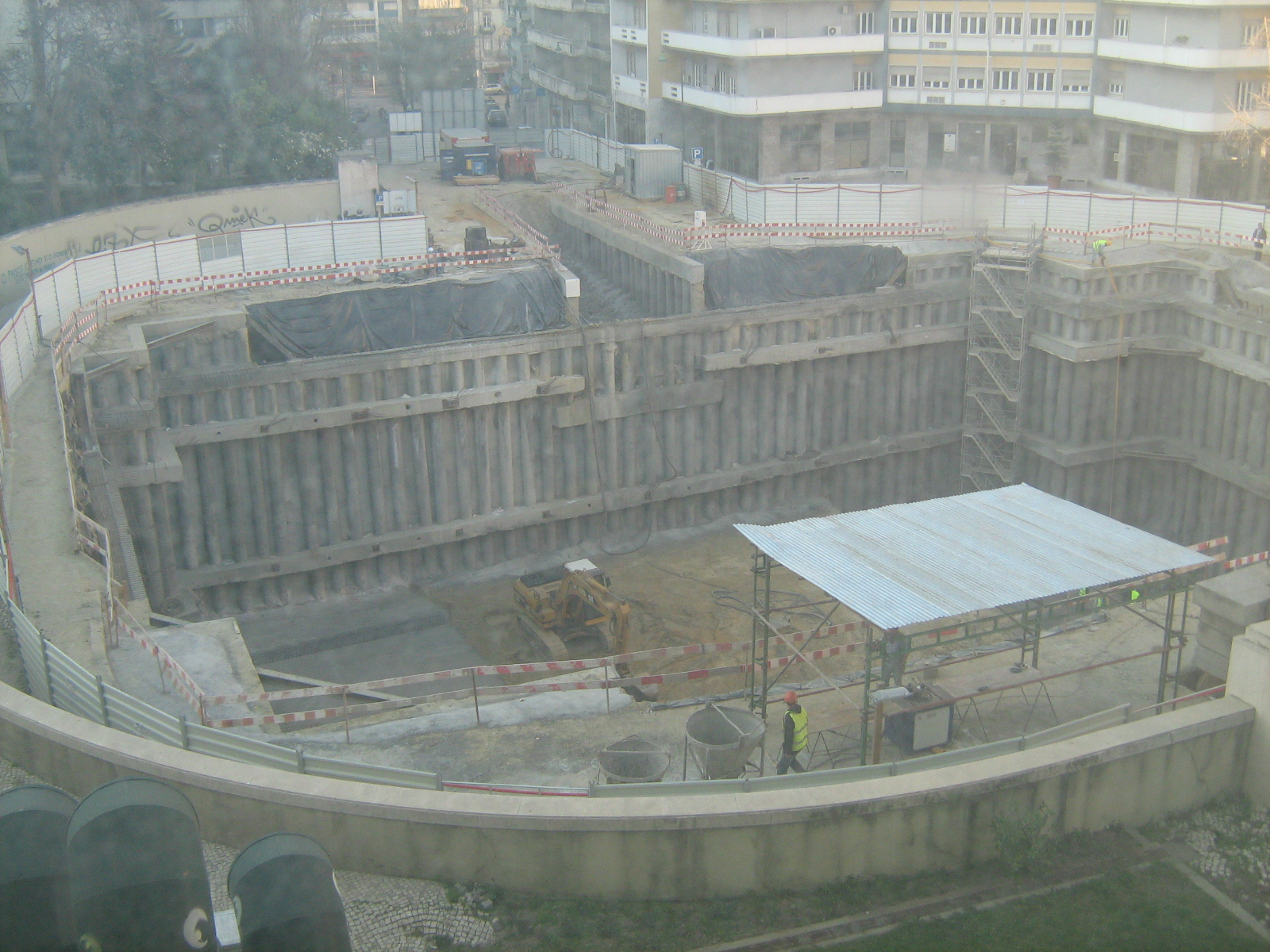
Будівництво пальової підпірної стіни в Лісабоні, Португалія
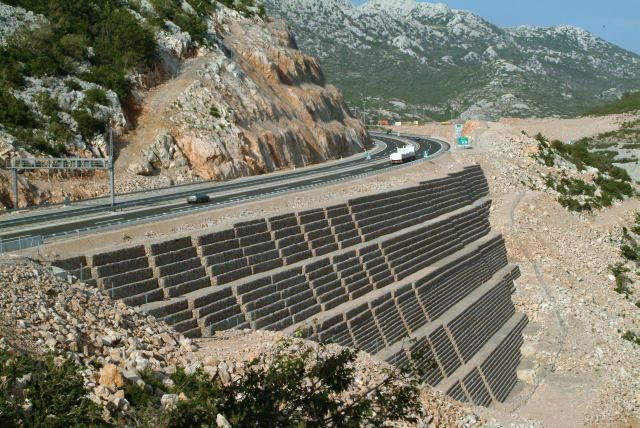
Похила підпірна стіна з габіонів уздовж залізничних колій, Светий Рок, Хорватія
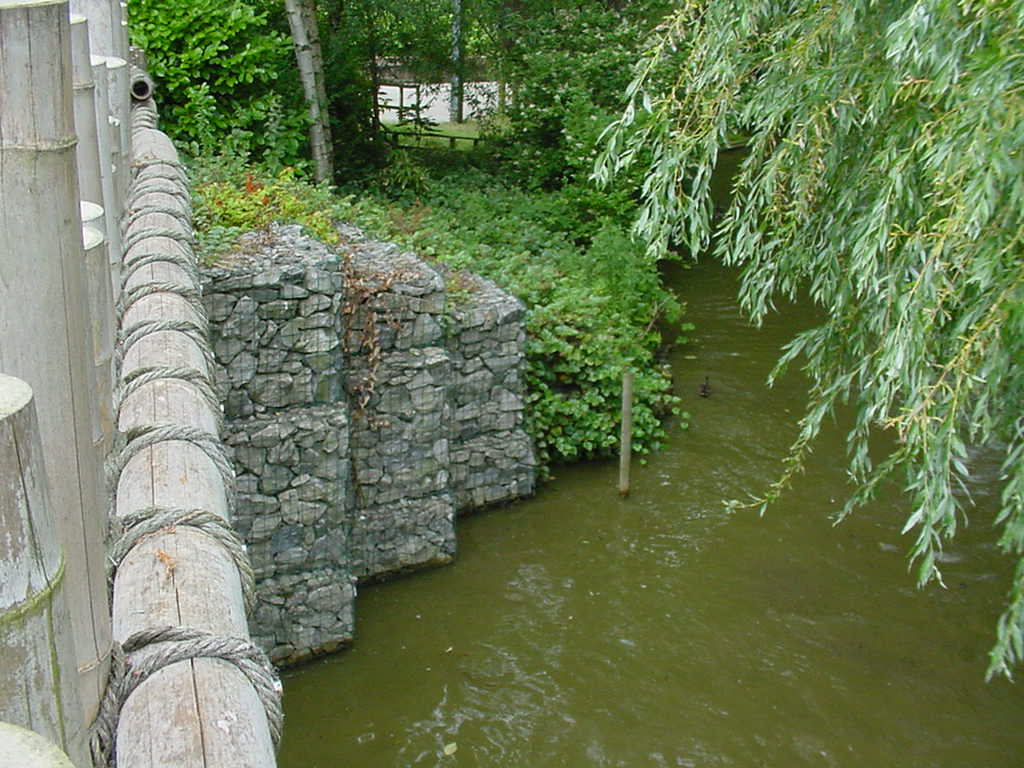
Стіна з габіонів у Честерському зоопарку в Англії
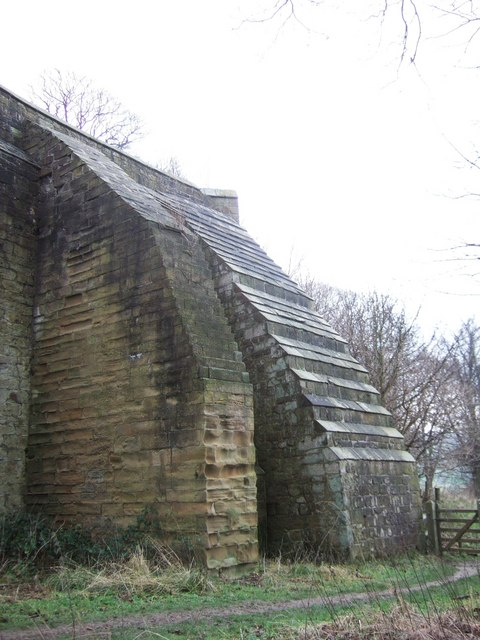
підпірна стіна з контрфорсами, Хардвік-холл, Велика Британія
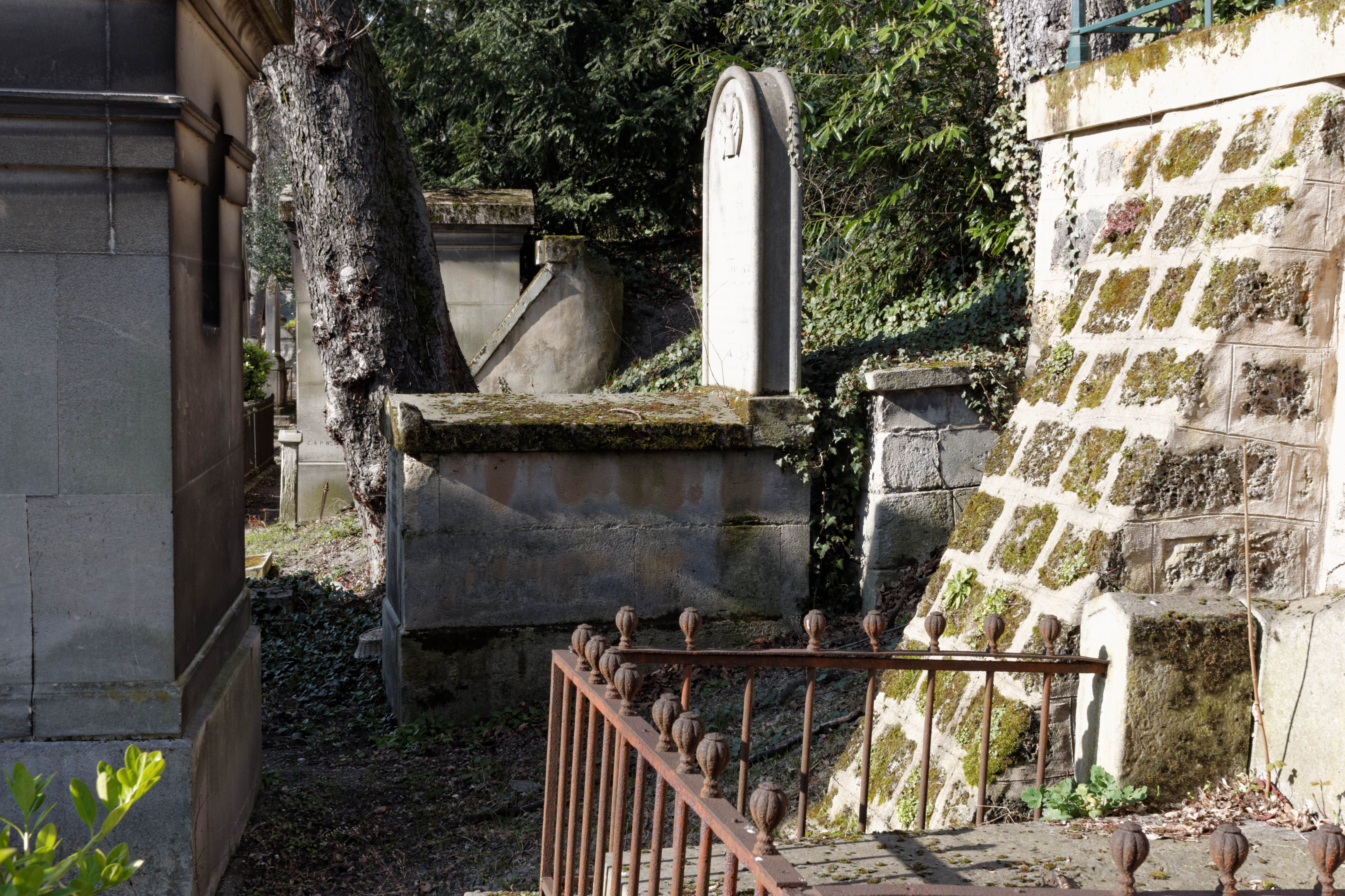
підпірна стінка з контрфорсом на кладовищі Пер-Лашез, Франція
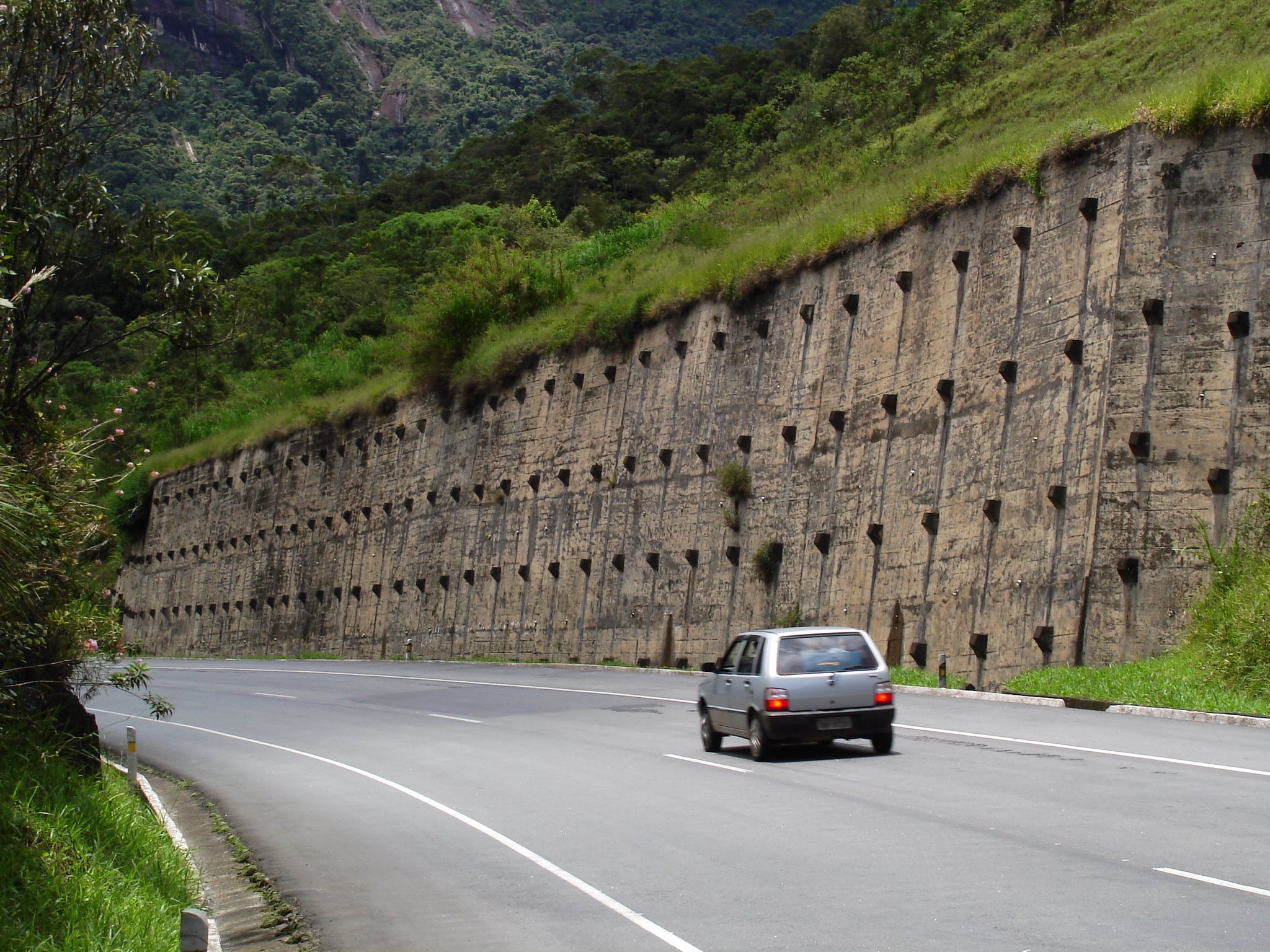
Анкерна стіна уздовж магістралі в Бразилії
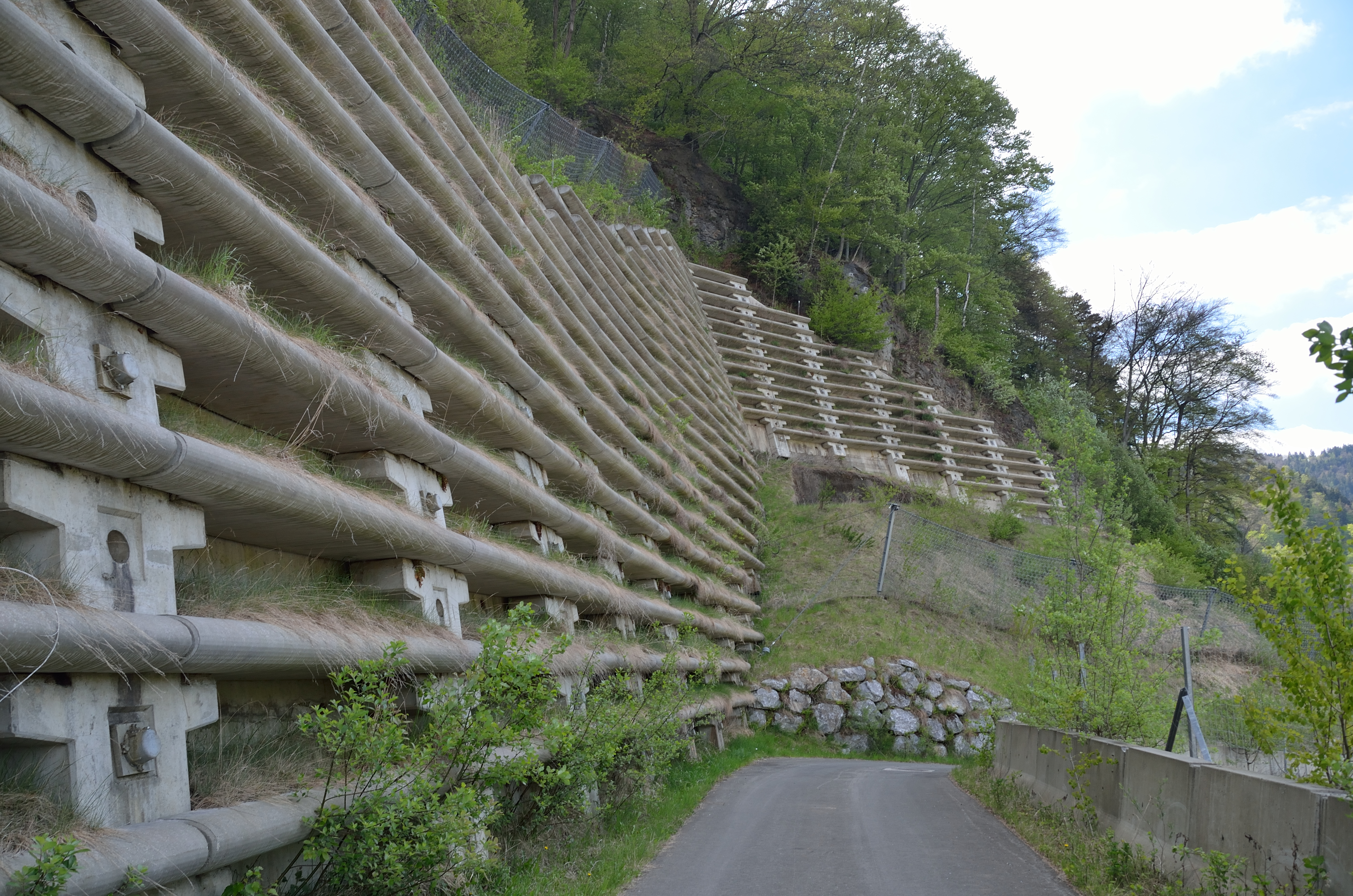
підпірна стіна на швидкісному шосе, Австрія
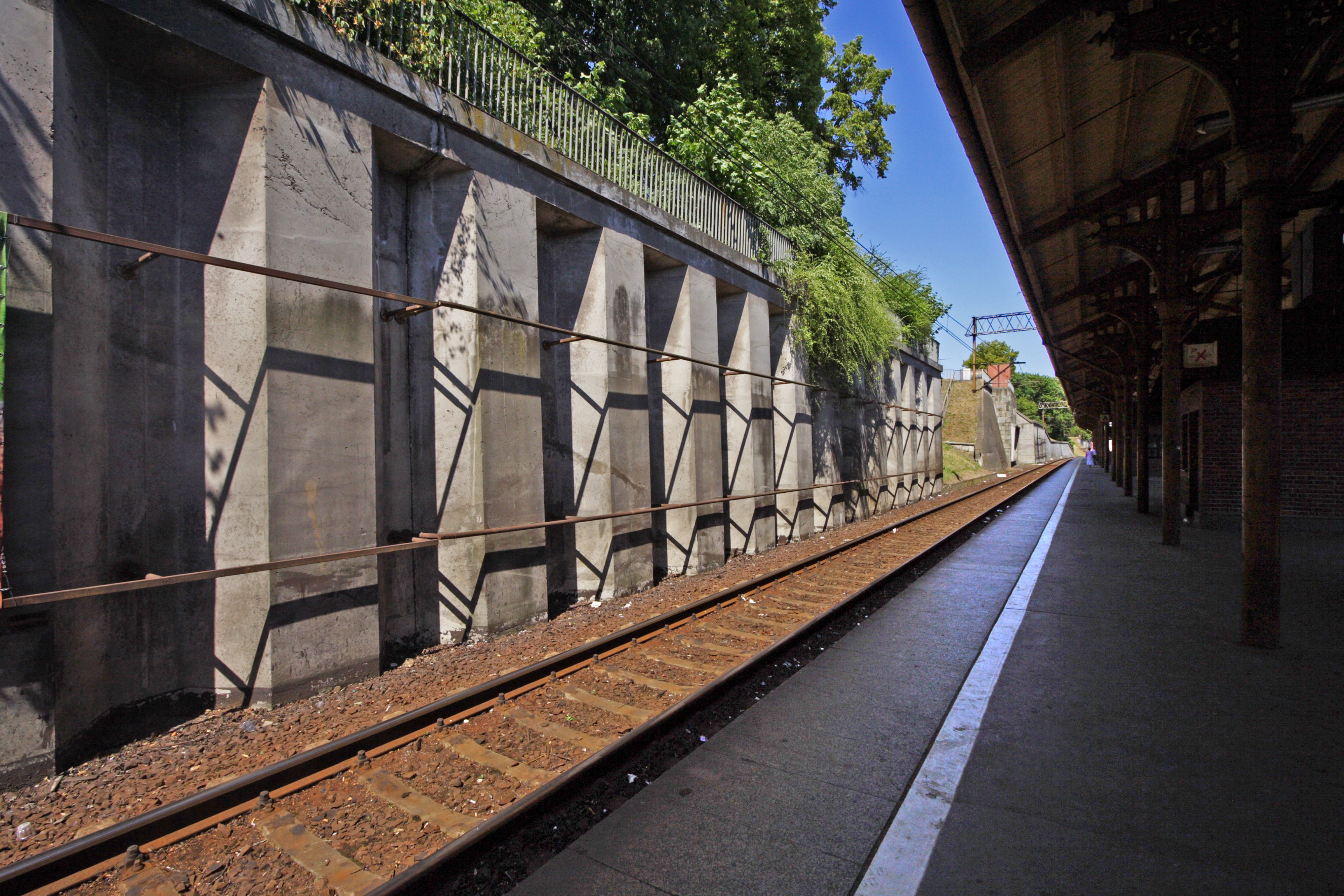
Бетонна підпірна стіна залізничної станції Гданськ-Головний, Польща
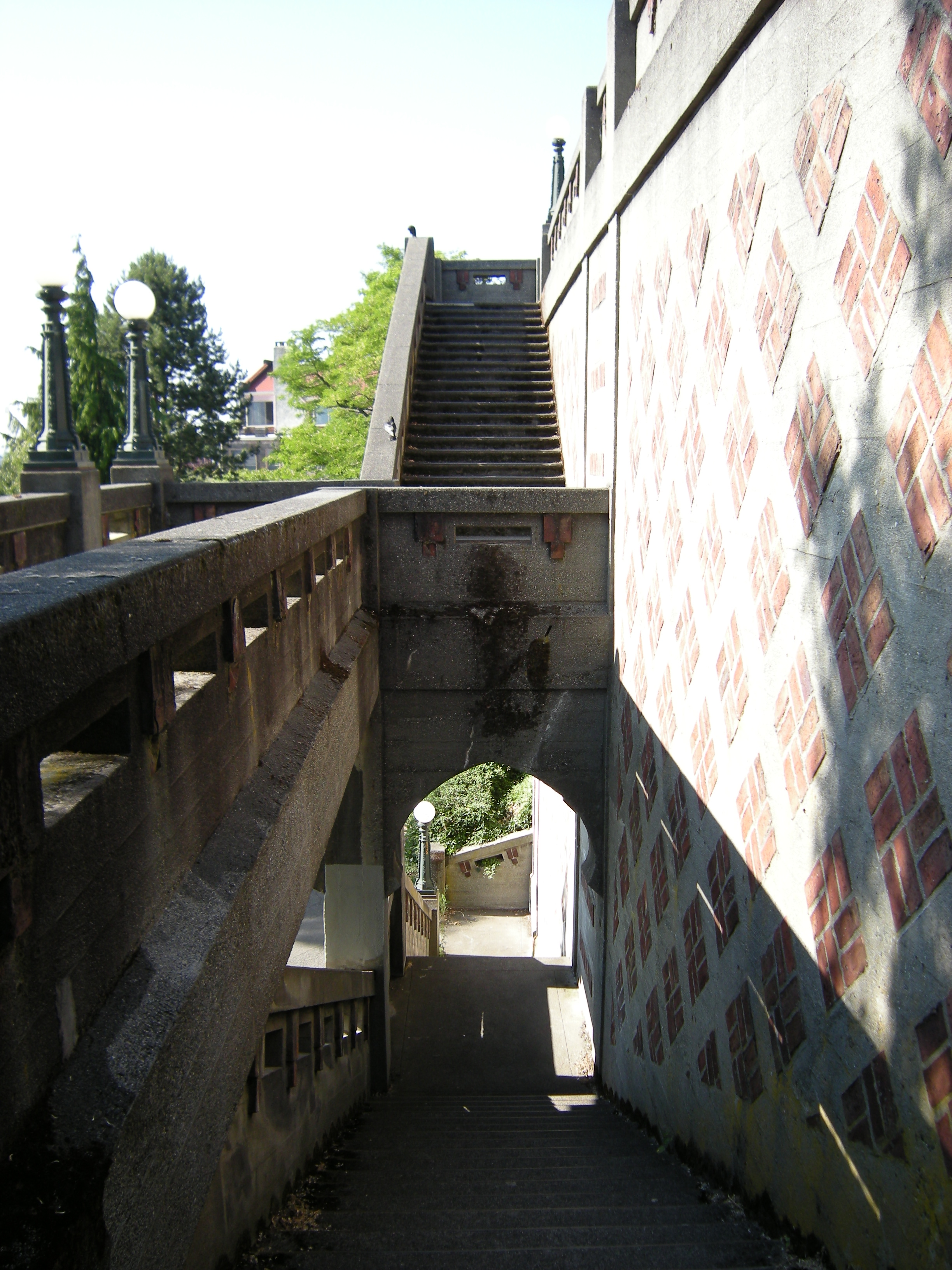
підпірна стіна, пов'язана зі сходами й дорогою над нею, Сіетл, США
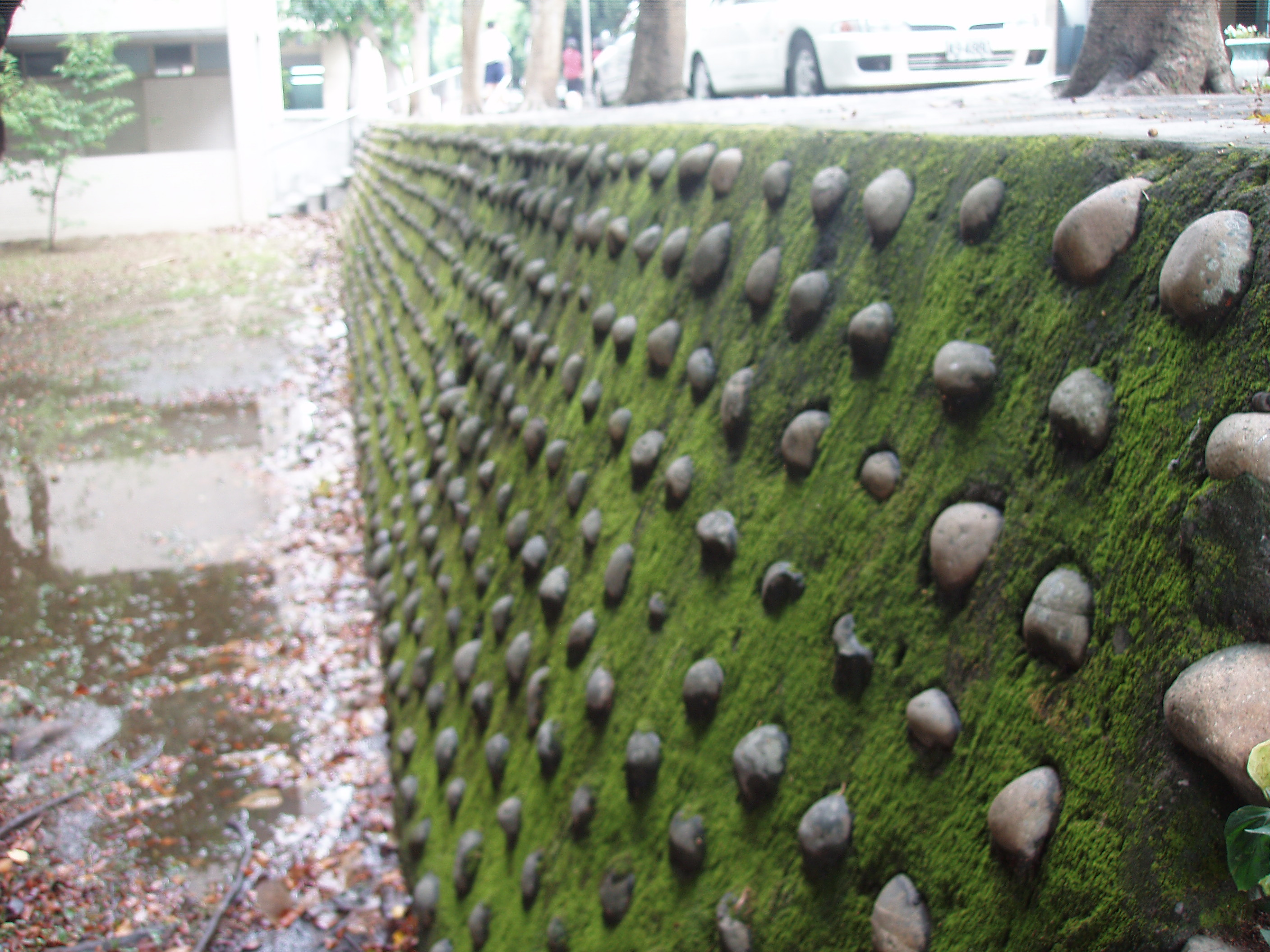
Похила підпірна стіна
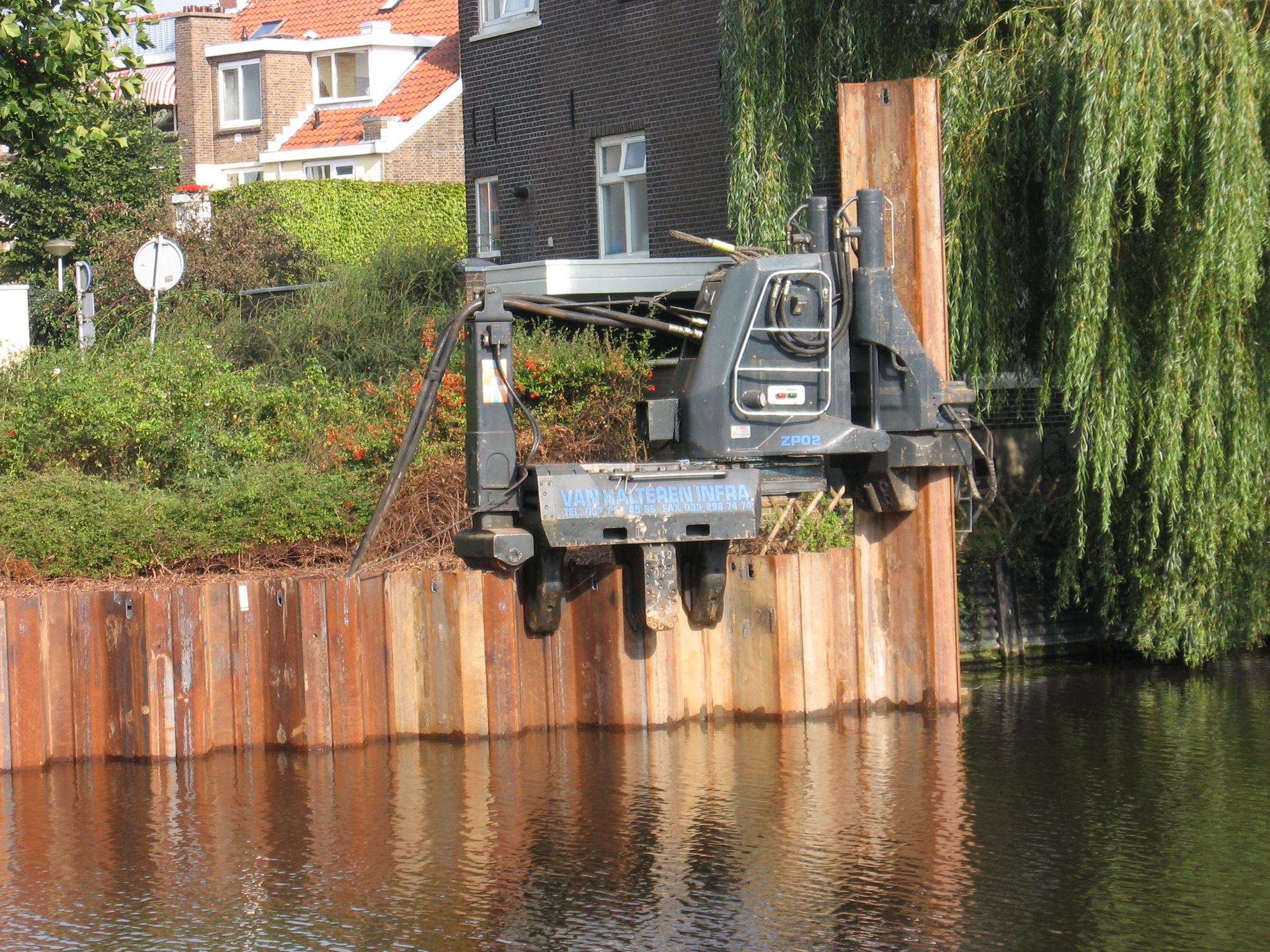
Консольна підпірна стіна з металевих шпунтів в процесі зведення